# Mevlüt
Mevlüt ist als eine Variante von Mevlit ein türkischer männlicher Vorname arabischer Herkunft. Mevlit bzw. Mevlüt bedeutet „Geburt (geben)“ und wird umgangssprachlich anstelle der Phrase mawlidu n-nabiyyi für die Geburt des Propheten Mohammed gebraucht.

## Namensträger
- Mevlüt Asar (* 1951), türkisch-deutscher Schriftsteller und Dichter
- Mevlüt Çavuşoğlu (* 1968), türkischer Politiker und Minister
- Mevlüt Erdinç (* 1987), französisch-türkischer Fußballspieler
- Mevlüt Türksoy (* 1976), türkischer Unternehmer
- Mevlüt Uysal (* 1966), türkischer Anwalt und Politiker, Oberbürgermeister von Istanbul